# Ласкариду, Екатерина
Екатерина Ласкариду (греч. Αίκαθαρίνη Λασκαρίδου, 1842, Вена — 1916, Афины) — греческая феминистка и педагог, которая создала в Греции систему детских садов и ввела физические упражнения в школы для девочек.

## Биография
Ласкариду, урождённая Христоманнос, родилась в 1842 году в Вене в семье из греческого восточно-македонского городка Меленико (ныне территория Болгарии)  Константиноса А. Христоманноса и Марии Казази. С 1842 по 1855 год она посещала Венскую академию по подготовке учителей. В 1858 году она вышла замуж за Ласкариса Ласкаридиса, богатого купца из Бурсы. Большую часть времени они жили в Афинах, в 1864 году Ласкариду основала там Греческую женскую школу (Greek Girls' School). В 1865—1867 годах Ласкариду работала учительницей в училище Джона и Марии Хилл (Hill Memorial School), а затем стала директором этой школы. Затем, в 1867 году, она вместе с Каллиопи Кехадзи создала Греческую женскую школу (Hellenic Girls' School), где оставалась до 1887 года (до выхода на пенсию). В 1878 и 1879 годах Ласкариду училась в Германии у баронессы Берты фон Маренхольц-Бюловин. Там она изучила метод Фребеля, который привезла с собой в Грецию и внедрила в дошкольное образование и подготовку учителей дошкольных учреждений. Ласкариду работала над тем, чтобы превратить «Эллиникон Парфенагогион» в центр метода Фребеля. Ласкариду была президентом отдела образования Союза греческих женщин и работала с Ассоциацией гимнастики над проведением первых гимнастических занятий в школах.
В разгар греко-турецкой войны (в 1897 году) Ласкариду организовала обучающие мастерские для бедных в муниципальных театрах Афин и Пирея. Позже и там, и там она открыла детские сады и гимназии для бедных. Вечерние школы для подготовки достаточного количества учителей открылись в 1906 году. Наконец, в 1912 году Ласкариду основала Национальный детский сад для подготовки детских учителей и Афинскую высшую женскую школу.
У Ласкариду было три дочери: Мельпомена, родившаяся в 1876 году и ставшая известной художницей София Ласкариду, и Эйрини Ласкариду, родившаяся в 1882 году. Эйрини основала Дом слепых в Каллифее и внедрила в Греции метод Брайля.
За свою работу Ласкариду была награждена Серебряным крестом Ордена Спасителя.
Ласкариду погибла в Афинах в автокатастрофе в 1916 году.